# Матвеев, Сергей Васильевич (писатель)
Матвеев, Сергей Васильевич — (7 августа 1964, д. Квашур Вавожского района, Удмуртская АССР) — российский и удмуртский поэт, прозаик, переводчик, редактор. Член Союза писателей России. Заслуженный работник культуры Удмуртии (2004). Народный поэт Удмуртии (2024). Один из ярких представителей постмодернизма в удмуртской литературе. 
Лауреат премии Правительства Удмуртской Республики в области литературы (2013, 2021) и ряда других премий .

## Биография
Сергей Васильевич Матвеев родился 7 августа 1964 года в деревне Квашур Вавожского района. В семье было пятеро детей. После окончания Брызгаловской средней школы в 1981 году поступил на филологический факультет Удмуртского государственного университета. Занимался в литературном кружке под руководством удмуртского поэта, литературоведа Даниила Яшина. 
Сергей Матвеев служил в Советской армии в Казахстане и на Алтае (1986–1988). Работал сотрудником газеты «Дась лу!» («Ӟечбур!»), журнала «Инвожо», с 1993 года — редактор художественной и детской литературы издательства «Удмуртия». 
Первое стихотворение «Эшъяськон» было опубликовано в 1980 году в газете «Дась лу!». Изданы сборники стихов «Мылкыд» (1991), «Лул» (1994), «Чурыт пус» (1999), «Фиолет» (2002, перевод Владимира Емельянова), «Ma kandun mööda linnuteed» (Таллинн, 2006), «Инсьӧр пӧртмаськонъёс» (2011), «Сквозь призму ветров» (2011), "Амбивалентность" (2023) и др.
Переводил на удмуртский язык произведения русских классиков Александра Пушкина, Михаила Лермонтова, Николая Некрасова, Алексея Кольцова, Сергея Есенина, Ф. Тютчева, А. Фета, И. Бунина, белорусских, коми, мордовских, финских и других писателей.
Публиковался в журналах «Кенеш», «Инвожо», «Кизили», «Луч» и др.
Произведения Сергея Матвеева включены в книги «Йыр вадьсын инбам» (1984), «Инӟарекъян» (1991), «Удмурт литературая антология» (2001), «Эринтур» (Екатеринбург, 2004), «Удмурты» (Москва, 2005), «Зарни дэремен шунды» (2006), «Азвесь кышетэн толэзь» (2007), в антологию «Современная литература народов России. Поэзия» (Москва, изд. «ОГИ», 2017), в переводе на эстонский язык — в книги «Азвесь лодка = Hõbepaat» (Таллинн, 2005), «Neiu ja karu» (Тарту, 2005), «Kuum ӧӧ» (Таллинн, 2006), а также в переводе на коми язык «Уна рӧма сикӧтш» (Сыктывкар, 2002).  
12 января 2024 года Глава Удмуртской Республики Александр Бречалов вручил Сергею Васильевичу Матвееву удостоверение народного поэта Удмуртской Республики. 
Живёт и работает в Ижевске.

## Цитаты
Лирика Матвеева открывает новую страницу в удмуртской поэзии. Она новаторская по тематике, мировосприятию, оригинальна по стилю, образной системе. Не случайно народный поэт Удмуртии Владимир Емельянов… в предисловии к книге стихов "Фиолет" (2002) называет его зачинателем "серебряного века удмуртской поэзии", а корни его поэзии он видит в гуманистической поэзии западной и русской классики. Некоторые исследователи поэзию Матвеева рассматривают в контексте постмодернистских течений либо этнофутуризма…
— Николай Витрук

Автор обозначил жанр своего прозаического произведения как "роман-уйбыртон" (роман-бред), текст которого состоит из 129 частей, напоминающих лиро-эпические миниатюры в прозе… Сюжетно-фабульная нить сознательно разрушена, интрига заложена в мозаичном чередовании картин и изменении их топоса, что структурируется через образ "лабиринта"… Перед читателем возникает герой ("я")… Искренне рассказывая о своих снах, он пытается раскрыть бессознательное, по Фрейду, начало своей души…
— Виктор Шибанов

## Премии и награды
- Премия имени Флора Васильева (Удмуртия) (1996)
- Заслуженный работник культуры Удмуртии (2004)
- Премия эстонского общества «Фенно-Угрия» (Эстония), литературная премия Программы родственных народов Эстонии (2007)
- Премия Правительства Удмуртской Республики (2013, 2021)